# Тулай Василь Михайлович
Василь Михайлович Тула́й (нар. 6 липня 1962, село Збора Калуського району Івано-Франківської області) — український письменник. Автор романів, збірок новел і оповідань. Лауреат Міської премії імені Івана Франка в галузі літератури та журналістики та літературної премії імені Юрія Яновського.

## Біографія
Народився у селі Збора Івано-Франківської області, закінчив Івано-Франківський педагогічний інститут.
Перші твори Василя Тулая почали виходити друком на початку дев'яностих років у періодичних виданнях. Перша книга «Колесування миттєвостей» вийшла друком у 2000 році. Наступний твір — роман «Клонований пророк» — 2003 році.
Згодом вийшли у друк:
- роман «Двадцять років причетності»[3];
- повість «Історія одного міфу»;
- новели «Станіславські історії»;
- роман «Пластилін імперії»[4].

Член Національної спілки письменників України. Лауреат міської премії імені І. Франка та літературної премії імені Юрія Яновського; отримав спецвідзнаку Міжнародного літературного конкурсу «Коронація слова» за 2023 рік.

## Особисте життя
Проживає у місті Івано-Франківськ, одружений.